# Kumon
Kumon ist eine aus Japan stammende Methode der individuellen Lernförderung für Kinder. Die vor über 50 Jahren entwickelte Methode vermittelt Kenntnisse in Mathematik und Sprachen. Anhand dieser Fächer sollen Schüler auch die Fähigkeit entwickeln, eigenständig zu lernen.

## Geschichte
Der Gründer von Kumon, Toru Kumon, war Mathematiklehrer an einem Gymnasium in Osaka (Japan). Als sein ältester Sohn in der Schule Schwierigkeiten in Mathematik hatte, stellte er für ihn Aufgaben zusammen und entwickelte Lernblätter, die sein Sohn jeden Tag durcharbeitete. 1957 eröffnete seine Frau Teiko in Toyonaka, Präfektur Osaka, mit Hilfe anderer Eltern, deren Kinder ebenfalls die von Toru Kumon entwickelten Arbeitsblätter zum Lernen nutzten, das erste Kumon-Lerncenter. Bereits 1958 erfolgte dann die Gründung des Kumon Institute of Education, das nach und nach die Kumon-Methode weltweit bekannt machte. Nach eigenen Angaben (Stand 2017) lernen weltweit mehr als 4 Millionen Schüler in 50 Ländern nach der Kumon-Methode. In Deutschland wurde 1981 die erste europäische Niederlassung von Kumon gegründet. Heute gibt es in Großbritannien und Spanien noch zwei weitere europäische Niederlassungen.

## Kumon-Programme
Kumon bietet seine Lernprogramme für Mathematik und Sprachen an, hier primär Englisch als Fremdsprache oder die jeweilige Landessprache. Das Grundprinzip bei Kumon ist dabei, dass die Schüler zunächst bekannte Inhalte wiederholen, um vorhandene Defizite auszugleichen und ein Fundament für das weitere erfolgreiche Lernen zu gewährleisten. Das Tempo bestimmen die Kinder dabei selbst. Danach arbeiten sie sich anhand von Beispielen eigenständig auch in bislang unbekannte Themengebiete vor. Ziel der Kumon-Methode ist es, Kindern erfolgreich das eigenständige Lernen zu lehren. Neben dem fachlichen Wissen fördert die Methode das Konzentrationsvermögen, die Selbstständigkeit und das Selbstvertrauen der Kinder. Die Kumon-Lernmaterialien werden kontinuierlich weiterentwickelt, wobei Erfahrungen und Eindrücke von Schülern aus der ganzen Welt mit einfließen.

## Unternehmen
Die Kumon-Unternehmensgruppe ist zu 60 Prozent in Händen der Familie Kumon unter der Leitung von Toru Kumons Witwe Teiko. Das amerikanische Forbes Magazine schätzte im März 2009 den Wert des gesamten Unternehmens auf 650 Millionen US-Dollar. In Deutschland wird Kumon vertreten durch die Kumon Deutschland GmbH mit Sitz in Düsseldorf. Die einzelnen Lerncenter werden an qualifizierte Franchise-Partner vergeben. Laut eigenen Angaben ist Kumon der viertgrößte Franchisegeber der Welt und das weltweit größte Franchisesystem im Bereich der individuellen Förderung. Derzeit gibt es ca. 150 Kumon-Lerncenter in Deutschland.